# Joe Henry
Joseph Lee Henry, detto Joe (Charlotte, 2 dicembre 1960), è un cantautore e produttore discografico statunitense.
Da produttore ha collaborato con Solomon Burke, Shivaree, Teddy Thompson, Aimee Mann, Susan Tedeschi, Elvis Costello, Allen Toussaint, Rodney Crowell, Loudon Wainwright III, Lisa Hannigan, Bonnie Raitt, Billy Bragg e altri. Inoltre è coautore dei brani Don't Tell Me e Jump di Madonna.

## Discografia

### Album
- 1986 - Talk of Heaven
- 1989 - Murder of Crows
- 1990 - Shuffletown
- 1992 - Short Man's Room
- 1993 - Kindness of the World
- 1994 - Fireman's Wedding (EP)
- 1996 - Trampoline
- 1999 - Fuse
- 2001 - Scar
- 2003 - Tiny Voices
- 2007 - Civilians
- 2009 - Blood from Stars
- 2011 - Reverie
- 2014 - Invisible Hour
- 2016 - Shine a Light: Field Recordings from the Great American Railroad con Billy Bragg (2016)
- 2017 - Thrum
- 2019 - The Gospel According to Water
- 2023 - All the Eye Can See